# Bataille de Saint-Quentin (1870)
Guerre franco-allemande
Batailles
- Chronologie de la guerre franco-prussienne de 1870
- Sarrebruck (08-1870)
- Wissembourg (08-1870)
- Forbach-Spicheren (08-1870)
- Wœrth (08-1870)
- Bitche (08-1870)
- Phalsbourg (08-1870)
- Borny-Colombey (08-1870)
- Strasbourg (08-1870)
- Mars-la-Tour (08-1870)
- Toul (08-1870)
- Gravelotte (08-1870)
- Metz (08-1870)
- Nouart (08-1870)
- Beaumont (08-1870)
- Noisseville (08-1870)
- Sedan (08-1870)
- Montmédy (09-1870)
- Soissons (09-1870)
- Siège de Paris et chronologie du siège (09-1870)
- Nompatelize (10-1870)
- Bellevue (10-1870)
- Châtillon (10-1870
- Châteaudun (10-1870)
- Buzenval (10-1870)
- Bourget (10-1870)
- Dijon (10-1870)
- Belfort (11-1870)
- La Fère (11-1870)
- Langres (11-1870)
- Bouvet et Meteor (navale) (11-1870)
- Coulmiers (11-1870)
- Thionville (11-1870)
- Châtillon-sur-Seine (11-1870)
- Villers-Bretonneux (11-1870)
- Beaune-la-Rolande (11-1870)
- Champigny (11-1870)
- Orléans (12-1870)
- Loigny (12-1870)
- Châteauneuf (12-1870)
- Beaugency (12-1870)
- Longeau (12-1870)
- l’Hallue (12-1870)
- Siège de Péronne (1871)
- Bapaume (01-1871)
- Villersexel (01-1871)
- Le Mans (01-1871)
- Héricourt (01-1871)
- Saint-Quentin (01-1871)
- Buzenval (01-1871)

La bataille de Saint-Quentin qui se déroula le 8 octobre 1870 est une bataille de la guerre franco-prussienne de 1870.

## Contexte historique
La guerre franco-prussienne fut déclenchée à l'initiative de la France, le 18 juillet 1870. Au mois d'août, l'armée française subit une succession de défaites, dont celle de Sedan le 2 septembre 1870 au cours de laquelle Napoléon III fait prisonnier fut contraint à l'abdication. Le 4 septembre à Paris à la suite d'un soulèvement populaire, la République fut proclamée ; tandis que le siège de Metz, où l'armée du maréchal Bazaine était encerclée, avait débuté le 20 août.
Le Gouvernement de la Défense nationale de la République française décida de continuer la guerre. Cependant, l'armée prussienne venant de l'est progressait inexorablement vers Paris. Le 9 septembre, Laon tomba aux mains des Prussiens. De ce fait, Saint-Quentin se trouva alors directement sous la menace de l'ennemi.

## Déroulement

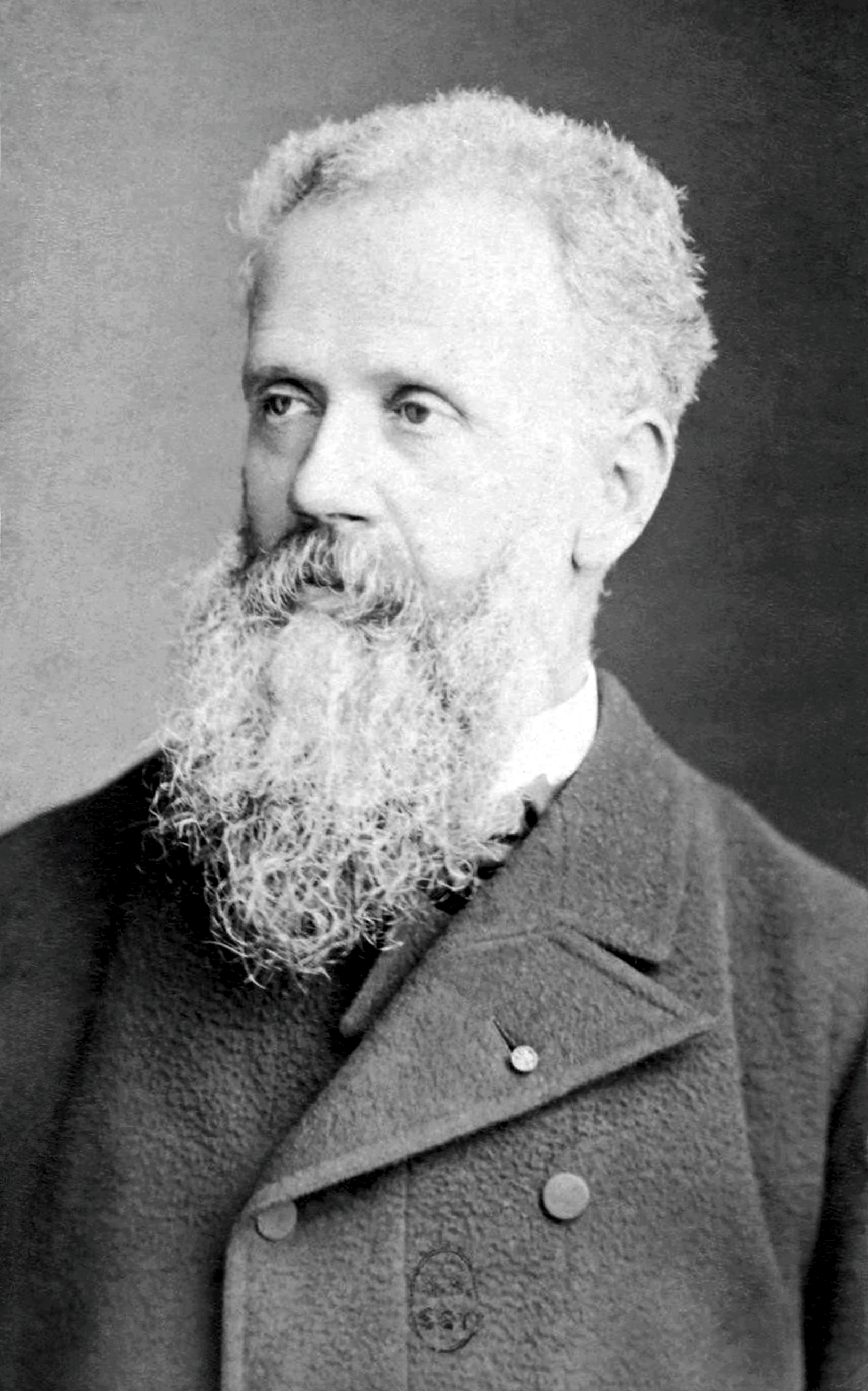
Anatole de La Forge

Le préfet du gouvernement de la Défense nationale, Anatole de La Forge galvanisa les Saint-Quentinois et organisa la défense de la ville. Sous la direction de l'ingénieur en chef des ponts-et-chaussées, Lermoyer, des tranchées avaient été creusées et quatre barricades avaient été construites, l'une au bord du canal, deux dans la ville et une au faubourg d'Isle bloquant la route de La Fère. Le 7 octobre, Gabriel Dufayel, commandant de la garde nationale disposa les sept compagnies qui la composaient à la défense des barricades et en divers points de la ville. Le compagnie des sapeurs-pompiers commandée par le capitaine Baston avait pris position au lieu-dit Le Petit-Neuville.
Le 8 octobre vers 10 h 00 du matin, des éclaireurs prussiens furent aperçus aux abords de la ville. Puis, un détachement militaire prussien, d'un millier d'hommes environ, commandé par le colonel Kahlden tenta de s'emparer de la ville. Le combat s'engagea près de la barricade du canal tenu par le préfet, et les gardes nationaux du capitaine Vouriot. Un millier de Prussiens se retranchèrent dans la gare mais ne purent prendre le contrôle de la barricade. Le commandant Dufayel avait pendant ce temps dirigé trois compagnies de gardes nationaux renforcées par des francs-tireurs qui parvinrent à disperser la cavalerie ennemie.
Le feu prussien diminua jusqu'à cesser vers 16 h 00, l'ennemi se retirait.

## Bilan et conséquences
- Les pertes prussiennes s'élevaient à deux morts, douze blessés et six prisonniers acheminés ensuite vers Lille.
- Du côté des Français, on comptait trois morts et six blessés.
- En se retirant, les Prussiens emmenaient quatorze otages qui furent libérés le 23 octobre contre rançon[3].

Mais cette « victoire » fut sans lendemain, sans réel soutien militaire français, la ville tomba aux mains de l'ennemi le 21 octobre.

## Mémoire de l'événement
Cette action héroïque eut un retentissement national. 
Une place de Saint-Quentin, au débouché de la rue d'Isle et des boulevards, prit le nom de place du Huit-Octobre. 
Un monument commémoratif des deux batailles de Saint-Quentin (1870 et 1871) fut érigé sur cette place. 
La ville de Saint-Quentin fut décorée de la Légion d'honneur, le 6 juin 1897.